# إدوارد دبليو. نورث
إدوارد دبليو. نورث (بالإنجليزية: Edward W. North)‏ هو سياسي أمريكي، ولد في 1778، وتوفي في 15 مايو 1843.